# A halászó macska utcája

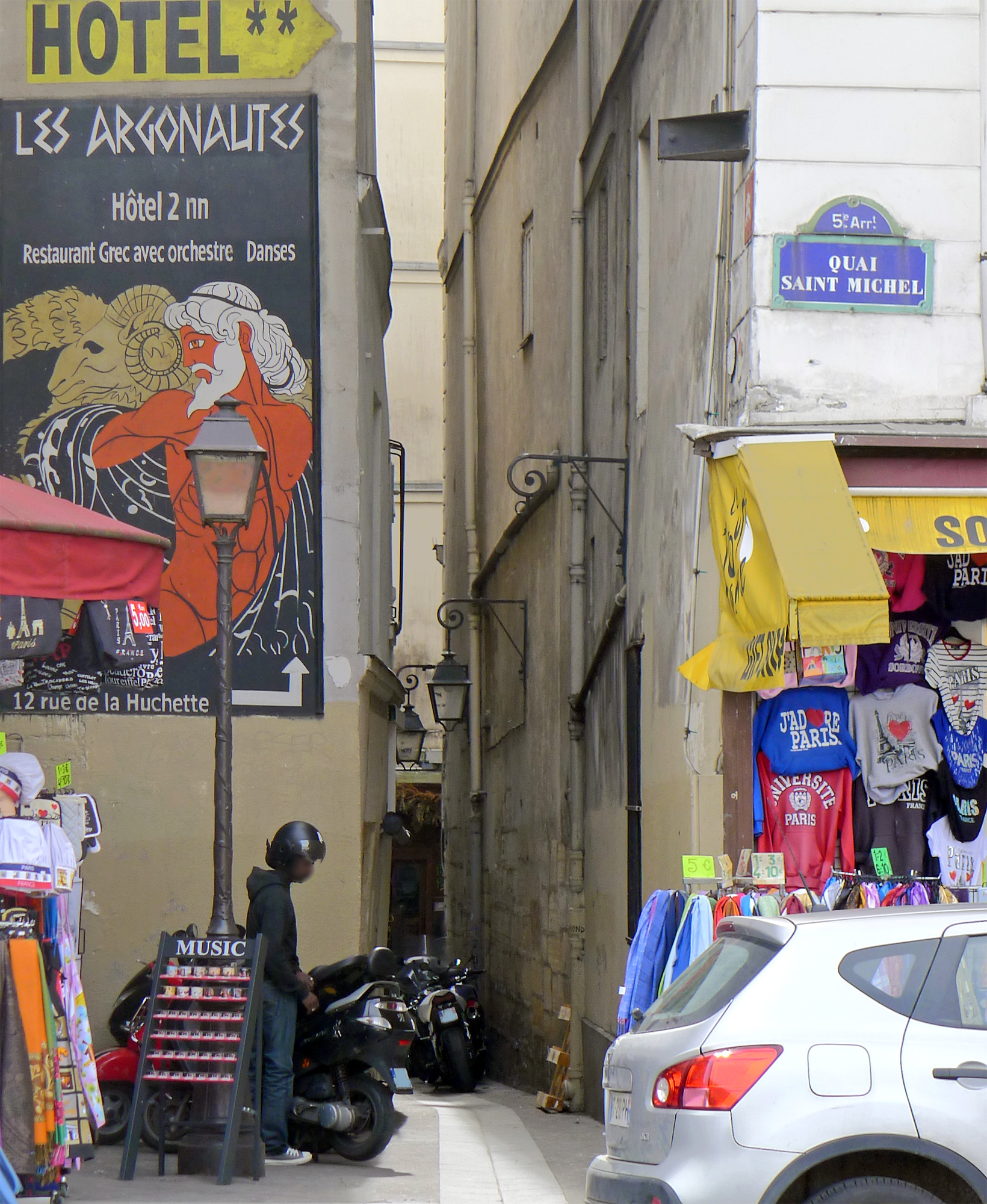
Az utca látképe

A Rue du Chat-qui-Pêche, magyarul A halászó macska utcája Párizs legszűkebb utcácskája, mindössze 1,80 méter széles és 29 méter hosszú. A Szajnától délre található az ötödik kerületben, a Sorbonne negyedben. A Rue du Chat-qui-Pêche-t Párizs legszűkebb utcájának tartják.

Graffiti az utcából

## Története
1540-ben épült ki az utca, mely a Szajna partjára ér ki.   

## A név eredete
Nevét egy kép után kapta, mely egy üzletjelzésen volt található. 
Az eredeti név Rue des Étuves volt. Különböző időkben Rue du Renard (nem tévesztendő össze a jelenlegi 4. kerületi Rue du Renard-rel) és Rue des Bouticles néven is ismert volt az utcácska. 

## Fordítás
Ez a szócikk részben vagy egészben  a   Rue du Chat-qui-Pêche című angol Wikipédia-szócikk ezen változatának fordításán alapul.  Az eredeti cikk szerkesztőit annak laptörténete sorolja fel. Ez a jelzés csupán a megfogalmazás eredetét és a szerzői jogokat jelzi, nem szolgál a cikkben szereplő információk forrásmegjelöléseként.